# Elavagnon
Elavagnon (littéralement : « Cela ira mieux ») est une petite ville du Togo.

## Géographie
- Elavagnon est situé à environ 60 km de Atakpamé. Les deux villes sont reliées par une route moderne et un nouveau pont sur le Mono en facilite l'accès depuis Lomé.
- Elavagnon est le chef-lieu de la Préfecture d'Est-Mono

## Lieux publics
- École secondaire

- Dispensaire

- Hôpital de l'Ordre de Malte

- IFAD d'Aquaculture - Institut de Formation en Alternance pour le Développement. Institut formant aux métiers de l'aquaculture, voulu et inauguré en 2018 par le Président Faure Gnassingbé. Cet institut forme les jeunes au niveau du Bac Professionnel en Aquaculture. Ecloserie, grossissement, transformation, commercialisation et gestion d'entreprise ; toutes ces compétences y sont acquises par les apprenants. Un CAP, un BTS et une formation adulte qualifiante sont en cours d'écriture. Doté d'un internat, d'un restaurant, d'une salle de conférences, d'une exploitation avec barrage, bassins d'élevage, écloserie et atelier de transformation. Les espèces élevées sont le tilapia et le clarias. Dimensionné pour 400 élèves, l'institut est entièrement connecté et les apprenants disposent de tablettes numériques. L'IFAD d'Elavagnon est le premier établissement d'un projet qui en comporte 10 (Aquaculture, élevage, laiterie, agriculture, bâtiment et travaux publics, énergies renouvelables etc.)